# Garthia
Garthia — рід геконоподібних ящірок родини Phyllodactylidae. Представники цього роду мешкають в Чилі.

## Види
Рід Garthia нараховує 2 види:
- Garthia gaudichaudii (A.M.C. Duméril & Bibron, 1836)
- Garthia penai Donoso-Barros, 1966

## Етимологія
Рід отримав назву Garthia на честь британського герпетолога Гарта Андервуда.